# Parthenolambrus
Parthenolambrus is een geslacht van kreeftachtigen uit de klasse van de Malacostraca (hogere kreeftachtigen).

## Soort
- Parthenolambrus expansus Miers, 1879 (vervallen)

## Synoniem
- Velolambrus expansus (Miers, 1879)